# Franciaország az 1972. évi nyári olimpiai játékokon
Franciaország az NSZK-beli Münchenben megrendezett 1972. évi nyári olimpiai játékok egyik részt vevő nemzete volt. Az országot az olimpián 18 sportágban 227 sportoló képviselte, akik összesen 13 érmet szereztek.

## Érmesek
| Érem  | Versenyző                                                                        | Sportág       | Versenyszám               |
| ----- | -------------------------------------------------------------------------------- | ------------- | ------------------------- |
| Arany | Daniel Morelon                                                                   | Kerékpározás  | Férfi egyéni sprint       |
| Arany | Serge Maury                                                                      | Vitorlázás    | Finn dingi                |
| Ezüst | Guy Drut                                                                         | Atlétika      | Férfi 110 m gát           |
| Ezüst | Michel Carrega                                                                   | Sportlövészet | Trap                      |
| Ezüst | Marc Pajot Yves Pajot                                                            | Vitorlázás    | Repülő hollandi           |
| Ezüst | Jacques Ladègaillerie                                                            | Vívás         | Férfi párbajtőr, egyéni   |
| Bronz | Gilles Bertould Jacques Carette Francis Kerbiriou Daniel Vélasquez               | Atlétika      | Férfi 4 × 400 m váltó     |
| Bronz | Jean-Jacques Mounier                                                             | Cselgáncs     | Férfi könnyűsúly          |
| Bronz | Jean-Paul Coche                                                                  | Cselgáncs     | Férfi középsúly           |
| Bronz | Jean-Claude Brondani                                                             | Cselgáncs     | Férfi nyílt               |
| Bronz | Jean-Claude Olry Jean-Louis Olry                                                 | Kajak-kenu    | Férfi szlalom kenu kettes |
| Bronz | Christian Noël                                                                   | Vívás         | Férfi tőr, egyéni         |
| Bronz | Gilles Berolatti Jean-Claude Magnan Christian Noël Daniel Revenu Bernard Talvard | Vívás         | Férfi tőr, csapat         |

## Atlétika
Férfi
| Versenyző                                                                    | Versenyszám     | Előfutam         | Előfutam         | Előfutam         | Negyeddöntő | Negyeddöntő | Negyeddöntő | Elődöntő | Elődöntő | Elődöntő | Döntő         | Döntő         |
| Versenyző                                                                    | Versenyszám     | Idő              | Hely.            | Össz.            | Idő         | Hely.       | Össz.       | Idő      | Hely.    | Össz.    | Idő           | Helyezés      |
| ---------------------------------------------------------------------------- | --------------- | ---------------- | ---------------- | ---------------- | ----------- | ----------- | ----------- | -------- | -------- | -------- | ------------- | ------------- |
| André Byrame                                                                 | 100 m           | 10,64            | 6.               | 36.              | kiesett     | kiesett     | kiesett     | kiesett  | kiesett  | kiesett  | kiesett       | kiesett       |
| Dominique Chauvelot                                                          | 100 m           | 10,66            | 2.               | 39.**            | 10,54       | 7.          | 27.         | kiesett  | kiesett  | kiesett  | kiesett       | kiesett       |
| Alain Sarteur                                                                | 100 m           | 10,42            | 1.               | 10.              | 10,40       | 2.          | 10.*        | 10,51    | 5.       | 11.*     | kiesett       | kiesett       |
| Bruno Cherrier                                                               | 200 m           | 20,79            | 2.               | 5.**             | 20,62       | 3.          | 7.          | 21,15    | 7.       | 13.      | kiesett       | kiesett       |
| René Metz                                                                    | 200 m           | 21,08            | 2.               | 19.              | 20,83       | 4.          | 18.*        | kiesett  | kiesett  | kiesett  | kiesett       | kiesett       |
| Lucien Sainte-Rose                                                           | 200 m           | 21,09            | 2.               | 20.*             | 20,76       | 4.          | 14.         | 21,42    | 7.       | 15.      | kiesett       | kiesett       |
| Gilles Bertould                                                              | 400 m           | 46,36            | 4.               | 19.              | 46,14       | 4.          | 14.*        | kiesett  | kiesett  | kiesett  | kiesett       | kiesett       |
| Francis Kerbiriou                                                            | 400 m           | 47,01            | 3.               | 33.***           | 46,63       | 5.          | 22.         | kiesett  | kiesett  | kiesett  | kiesett       | kiesett       |
| Daniel Vélasquez                                                             | 400 m           | 46,70            | 3.               | 28.              | 46,91       | 6.          | 28.         | kiesett  | kiesett  | kiesett  | kiesett       | kiesett       |
| Francis Gonzalez                                                             | 800 m           | 1:48,8           | 5.               | 25.              |             |             |             | kiesett  | kiesett  | kiesett  | kiesett       | kiesett       |
| Roqui Sanchez                                                                | 800 m           | 1:47,9           | 4.               | 15.              |             |             |             | kiesett  | kiesett  | kiesett  | kiesett       | kiesett       |
| Alain Sans                                                                   | 800 m           | 1:49,2           | 1.               | 28.              |             |             |             | 1:49,6   | 7.       | 18.*     | kiesett       | kiesett       |
| Jacky Boxberger                                                              | 1500 m          | 3:42,6           | 4.               | 25.              |             |             |             | 3:42,4   | 5.       | 19.      | kiesett       | kiesett       |
| Jean-Pierre Dufresne                                                         | 1500 m          | 3:40,75          | 3.               | 7.               |             |             |             | 3:41,6   | 8.       | 10.***   | kiesett       | kiesett       |
| Robert Leborgne                                                              | 1500 m          | nem állt rajthoz | nem állt rajthoz | nem állt rajthoz |             |             |             | kiesett  | kiesett  | kiesett  | kiesett       | kiesett       |
| Raymond Zembri                                                               | 5000 m          | 14:34,4          | 8.               | 50.              |             |             |             |          |          |          | kiesett       | kiesett       |
| Noël Tijou                                                                   | 10 000 m        | 28:36,08         | 7.               | 23.              |             |             |             |          |          |          | kiesett       | kiesett       |
| Guy Drut                                                                     | 110 m gát       | 13,78            | 1.               | 3.               |             |             |             | 13,49    | 2.       | 3.       | 13,34         |               |
| Jean-Pierre Corval                                                           | 400 m gát       | 50,15            | 3.               | 8.               |             |             |             | 50,75    | 8.       | 12.      | kiesett       | kiesett       |
| Jean-Pierre Perrinelle                                                       | 400 m gát       | 51,81            | 5.               | 26.              |             |             |             | kiesett  | kiesett  | kiesett  | kiesett       | kiesett       |
| Gérard Buchheit                                                              | 3000 m akadály  | 8:41,2           | 8.               | 29.*             |             |             |             |          |          |          | kiesett       | kiesett       |
| Jean-Paul Villain                                                            | 3000 m akadály  | 8:30,4           | 3.               | 8.               |             |             |             |          |          |          | 8:46,72       | 11.           |
| Fernand Kolbeck                                                              | Maraton         |                  |                  |                  |             |             |             |          |          |          | 2:23:01       | 28.           |
| Jean-Claude Decosse                                                          | 50 km gyaloglás |                  |                  |                  |             |             |             |          |          |          | nem ért célba | nem ért célba |
| Patrick Bourbeillon Jean-Pierre Grès Gérard Fenouil Bruno Cherrier René Metz | 4 × 100 m váltó | 39,01            | 1.               | 2.               |             |             |             | 39,00    | 1.       | 4.       | 39,14         | 7.            |
| Gilles Bertould Daniel Vélasquez Francis Kerbiriou Jacques Carette           | 4 × 400 m váltó | 3:03,13          | 3.               | 6.               |             |             |             |          |          |          | 3:00,65       |               |

| Versenyző           | Versenyszám   | Selejtező | Selejtező | Döntő                    | Döntő                    |
| Versenyző           | Versenyszám   | Eredmény  | Helyezés  | Eredmény                 | Helyezés                 |
| ------------------- | ------------- | --------- | --------- | ------------------------ | ------------------------ |
| Henry Elliott       | Magasugrás    | 215 cm    | 1.*       | 210 cm                   | 15.                      |
| Bernard Gauthier    | Magasugrás    | 215 cm    | 14.*      | 215 cm                   | 14.                      |
| Hervé d'Encausse    | Rúdugrás      | 510 cm    | 3.*       | érvényes kísérlet nélkül | érvényes kísérlet nélkül |
| François Tracanelli | Rúdugrás      | 510 cm    | 6.*       | 510 cm                   | 8.                       |
| Jacques Rousseau    | Távolugrás    | 779 cm    | 12.       | 765 cm                   | 10.                      |
| Christian Tourret   | Távolugrás    | 755 cm    | 24.       | kiesett                  | kiesett                  |
| Bernard Lamitié     | Hármasugrás   | 16,24 m   | 12.       | 16,27 m                  | 10.                      |
| Arnjolt Beer        | Súlylökés     | 18,74 m   | 21.       | kiesett                  | kiesett                  |
| Yves Brouzet        | Súlylökés     | 19,87 m   | 8.        | 19,61 m                  | 12.                      |
| Jacques Accambray   | Kalapácsvetés | 68,00 m   | 9.        | 65,06 m                  | 19.                      |
| Vladimir Prikhodko  | Kalapácsvetés | 61,78 m   | 29.       | kiesett                  | kiesett                  |
| Lolésio Tuita       | Gerelyhajítás | 78,78 m   | 11.       | 76,34 m                  | 11.                      |

| Versenyző            | Versenyszám | 100 m | 100 m | Távolugrás | Távolugrás | Súlylökés | Súlylökés | Magasugrás | Magasugrás | 400 m | 400 m | 110 m gát | 110 m gát | Diszkoszvetés | Diszkoszvetés | Rúdugrás | Rúdugrás | Gerelyhajítás | Gerelyhajítás | 1500 m | 1500 m | Végeredmény | Végeredmény |
| Versenyző            | Versenyszám | Idő   | Pont  | Eredmény   | Pont       | Eredmény  | Pont      | Eredmény   | Pont       | Idő   | Pont  | Idő       | Pont      | Eredmény      | Pont          | Eredmény | Pont     | Eredmény      | Pont          | Idő    | Pont   | Pont        | Helyezés    |
| -------------------- | ----------- | ----- | ----- | ---------- | ---------- | --------- | --------- | ---------- | ---------- | ----- | ----- | --------- | --------- | ------------- | ------------- | -------- | -------- | ------------- | ------------- | ------ | ------ | ----------- | ----------- |
| Yves Le Roy          | Tízpróba    | 10,94 | 819   | 732 cm     | 885        | 13,90 m   | 722       | 180 cm     | 680        | 48,73 | 866   | 15,34     | 813       | 44,04 m       | 763           | 450 cm   | 932      | 61,66 m       | 781           | 4:58,9 | 414    | 7675        | 12.         |
| Jean-Pierre Schoebel | Tízpróba    | 11,11 | 778   | 689 cm     | 798        | 13,79 m   | 715       | 160 cm     | 493        | 49,23 | 842   | 15,30     | 817       | 41,14 m       | 708           | 420 cm   | 859      | 57,54 m       | 731           | 4:38,8 | 532    | 7273        | 18.         |

Női
| Versenyző                                                       | Versenyszám     | Előfutam | Előfutam | Előfutam | Negyeddöntő | Negyeddöntő | Negyeddöntő | Elődöntő | Elődöntő | Elődöntő | Döntő   | Döntő    |
| Versenyző                                                       | Versenyszám     | Idő      | Hely.    | Össz.    | Idő         | Hely.       | Össz.       | Idő      | Hely.    | Össz.    | Idő     | Helyezés |
| --------------------------------------------------------------- | --------------- | -------- | -------- | -------- | ----------- | ----------- | ----------- | -------- | -------- | -------- | ------- | -------- |
| Sylviane Telliez                                                | 100 m           | 11,36    | 3.       | 7.       | 11,64       | 5.          | 23.         | kiesett  | kiesett  | kiesett  | kiesett | kiesett  |
| Sylviane Telliez                                                | 200 m           | 23,51    | 2.       | 7.*      | 23,69       | 3.          | 17.         | 23,34    | 6.       | 12.      | kiesett | kiesett  |
| Colette Besson                                                  | 400 m           | 53,41    | 3.       | 21.      | 53,39       | 5.          | 20.         | kiesett  | kiesett  | kiesett  | kiesett | kiesett  |
| Nicole Duclos                                                   | 400 m           | 52,69    | 1.       | 6.       | 52,96       | 4.          | 18.         | 52,18    | 6.       | 11.      | kiesett | kiesett  |
| Martine Duvivier                                                | 800 m           | 2:04,87  | 5.       | 25.      |             |             |             | kiesett  | kiesett  | kiesett  | kiesett | kiesett  |
| Jacqueline André                                                | 100 m gát       | 13,33    | 3.       | 11.      |             |             |             | 13,30    | 5.       | 10.      | kiesett | kiesett  |
| Martine Duvivier Colette Besson Bernadette Martin Nicole Duclos | 4 × 400 m váltó | 3:30,02  | 2.       | 5.       |             |             |             |          |          |          | 3:27,52 | 4.       |

| Versenyző    | Versenyszám | Selejtező | Selejtező | Döntő    | Döntő    |
| Versenyző    | Versenyszám | Eredmény  | Helyezés  | Eredmény | Helyezés |
| ------------ | ----------- | --------- | --------- | -------- | -------- |
| Odette Ducas | Távolugrás  | 616 cm    | 20.       | kiesett  | kiesett  |

| Versenyző                | Versenyszám | 100 m gát | 100 m gát | Súlylökés | Súlylökés | Magasugrás | Magasugrás | Távolugrás | Távolugrás | 200 m | 200 m | Végeredmény | Végeredmény |
| Versenyző                | Versenyszám | Idő       | Pont      | Eredmény  | Pont      | Eredmény   | Pont       | Eredmény   | Pont       | Idő   | Pont  | Pont        | Helyezés    |
| ------------------------ | ----------- | --------- | --------- | --------- | --------- | ---------- | ---------- | ---------- | ---------- | ----- | ----- | ----------- | ----------- |
| Marie-Christine Debourse | Ötpróba     | 14,03     | 862       | 12,10 m   | 725       | 165 cm     | 885        | 602 cm     | 910        | 24,88 | 857   | 4239        | 17.         |
| Odette Ducas             | Ötpróba     | 14,55     | 799       | 11,32 m   | 676       | 155 cm     | 781        | 619 cm     | 947        | 24,42 | 898   | 4101        | 22.         |

* - egy másik versenyzővel azonos időt/eredményt ért el

** - két másik versenyzővel azonos időt ért el

*** - három másik versenyzővel azonos időt ért el

## Birkózás
Kötöttfogású
| Versenyző         | Versenyszám | 1. forduló                         | 2. forduló                       | 3. forduló        | 4. forduló                  | 5. forduló             | 6. forduló        | Döntő             | Helyezés    |
| Versenyző         | Versenyszám | Ellenfél Eredmény                  | Ellenfél Eredmény                | Ellenfél Eredmény | Ellenfél Eredmény           | Ellenfél Eredmény      | Ellenfél Eredmény | Ellenfél Eredmény | Helyezés    |
| ----------------- | ----------- | ---------------------------------- | -------------------------------- | ----------------- | --------------------------- | ---------------------- | ----------------- | ----------------- | ----------- |
| Théodule Toulotte | 62 kg       | Kazimierz Lipień (POL) · kétvállas | Slavko Koletić (YUG) · kétvállas | kiesett           | kiesett                     | kiesett                | kiesett           | kiesett           | helyezetlen |
| Daniel Robin      | 74 kg       | Klaus Pohl (GDR) · kétvállas       | Eero Tapio (FIN) · 2-2           | erőnyerő          | Vítězslav Mácha (TCH) · 3-1 | Ivan Kolev (BUL) · 3-1 |                   | kiesett           | 6.          |
| André Bouchoule   | 82 kg       | Milan Nenadić (YUG) · kétvállas    | Ion Gabor (ROU) · 3-1            | kiesett           | kiesett                     | kiesett                |                   | kiesett           | helyezetlen |

Szabadfogású
| Versenyző         | Versenyszám | 1. forduló                             | 2. forduló                       | 3. forduló                       | 4. forduló                               | 5. forduló              | 6. forduló        | Döntő             | Helyezés    |
| Versenyző         | Versenyszám | Ellenfél Eredmény                      | Ellenfél Eredmény                | Ellenfél Eredmény                | Ellenfél Eredmény                        | Ellenfél Eredmény       | Ellenfél Eredmény | Ellenfél Eredmény | Helyezés    |
| ----------------- | ----------- | -------------------------------------- | -------------------------------- | -------------------------------- | ---------------------------------------- | ----------------------- | ----------------- | ----------------- | ----------- |
| Théodule Toulotte | 62 kg       | Vicente Martínez (MEX) · 1-3           | Joseph Burge (GUA) · 3-1         | Zdzisław Stolarski (POL) · 1-3   | Samseddin Szajed-Abbaszi (IRI) · 3.5-0.5 | kiesett                 | kiesett           | kiesett           | helyezetlen |
| Georges Carbasse  | 68 kg       | Sztéfanosz Joanídisz (GRE) · kétvállas | Arona Mané (SEN) · kétvállas     | Ronald Ouellet (CAN) · kétvállas | Udo Schröder (GDR) · kétvállas           | kiesett                 |                   | kiesett           | helyezetlen |
| Daniel Robin      | 74 kg       | Yancho Pavlov (BUL) · 3-1              | Mukhtiar Singh (IND) · kétvállas | Robert Blaser (SUI) · kétvállas  | Ludovic Ambruş (ROU) · 1-3               | Wayne Wells (USA) · 3-1 | kiesett           | kiesett           | 5.          |
| André Bouchoule   | 82 kg       | Vasile Iorga (ROU) · 3-1               | Jimmy Martinetti (SUI) · 3-1     | kiesett                          | kiesett                                  | kiesett                 | kiesett           | kiesett           | helyezetlen |
| Michel Grangier   | 90 kg       | Umberto Marcheggiani (ITA) · 1-3       | Günter Spindler (GDR) · 1-3      | Rusi Petrov (BUL) · 3.5-0.5      | Bárbaro Morgan (CUB) · 3-1               | kiesett                 | kiesett           | kiesett           | helyezetlen |

## Cselgáncs
| Versenyző            | Versenyszám  | Csoport | Selejtező         | 1. forduló                               | 2. forduló                             | 3. forduló                   | 4. forduló                  | Vigaszág 1. forduló        | Vigaszág 2. forduló        | Vigaszág 3. forduló        | Elődöntő                           | Döntő             | Helyezés |
| Versenyző            | Versenyszám  | Csoport | Ellenfél Eredmény | Ellenfél Eredmény                        | Ellenfél Eredmény                      | Ellenfél Eredmény            | Ellenfél Eredmény           | Ellenfél Eredmény          | Ellenfél Eredmény          | Ellenfél Eredmény          | Ellenfél Eredmény                  | Ellenfél Eredmény | Helyezés |
| -------------------- | ------------ | ------- | ----------------- | ---------------------------------------- | -------------------------------------- | ---------------------------- | --------------------------- | -------------------------- | -------------------------- | -------------------------- | ---------------------------------- | ----------------- | -------- |
| Jean-Jacques Mounier | Könnyűsúly   | B       |                   | Kim Jongik (Kim Yong-ik) (PRK) · GY      | Edward Mullen (GBR) · GY               | Szabó Ferenc (HUN) · GY      | Héctor Rodríguez (CUB) · GY |                            |                            |                            | Bakhvain Buyadaa (MGL) · V         | kiesett           |          |
| Patrick Vial         | Váltósúly    | B       |                   | Liam Carroll (IRL) · GY                  | Csang Ingvon (Jang In-gwon) (KOR) · GY | Antoni Zajkowski (POL) · V   | kiesett                     |                            |                            |                            |                                    |                   | 10.      |
| Jean-Paul Coche      | Középsúly    | A       | erőnyerő          | Csang Ping-ho (Chang Ping-Ho) (ROC) · GY | Lhofei Shiozawa (BRA) · GY             | Brian Jacks (GBR) · V        |                             |                            | Gerd Egger (FRG) · GY      | Guram Gogolauri (URS) · GY | O Szungnip (O Seung-nip) (KOR) · V | kiesett           |          |
| Pierre Albertini     | Félnehézsúly | A       |                   | Hans-Jakob Schädler (LIE) · GY           | David Starbrook (GBR) · V              |                              |                             | Frédéric Kyburz (SUI) · GY | Sota Csocsisvili (URS) · V | kiesett                    | kiesett                            | kiesett           | 7.       |
| Jean-Claude Brondani | Nehézsúly    | A       |                   | Petrovszky Mihály (HUN) · GY             | Matthew Folan (IRL) · GY               | Doug Rogers (CAN) · GY       | Givi Onasvili (URS) · V     |                            |                            | Nisimura Motoki (JPN) · V  | kiesett                            | kiesett           | 5.       |
| Jean-Claude Brondani | Nyílt        | A       |                   | Doug Rogers (CAN) · GY                   | Luvsansharavyn Rentsendorj (MGL) · GY  | Tijini Ben Kassou (MAR) · GY | Angelo Parisi (GBR) · GY    |                            |                            |                            | Wim Ruska (NED) · V                | kiesett           |          |

## Evezés
| Versenyző | Versenyszám              | Előfutam | Előfutam | Vigaszág | Vigaszág | Elődöntő | Elődöntő | Döntő   | Döntő   | Döntő   | Helyezés    |
| Versenyző | Versenyszám              | Idő      | Hely.    | Idő      | Hely.    | Idő      | Hely.    | Típus   | Idő     | Hely.   | Helyezés    |
| --- | ------------------------ | -------- | -------- | -------- | -------- | -------- | -------- | ------- | ------- | ------- | ----------- |
| Jean-Noël Ribot Roland Thibaut | Kétpárevezős             | 7:16,50  | 2.       | 7:10,45  | 1.       | 7:47,68  | 4.       | B       | 7:14,21 | 5.      | 11.         |
| Jean-Claude Coucardon Christian Durniak Alain Lacoste (kormányos)                                                                               | Kormányos kettes         | 8:09,62  | 4.       | 8:15,25  | 3.       | kiesett  | kiesett  | kiesett | kiesett | kiesett | helyezetlen |
| Patrick Sellier Roger Rouyer Gérard Chenuet Yves Fraisse                                                                                        | Kormányos nélküli négyes | 6:56,58  | 5.       | 7:09,33  | 3.       | kiesett  | kiesett  | kiesett | kiesett | kiesett | helyezetlen |
| Jean-Luc Correia Bernard Bruand Jean-Jacques Mulot Philippe Cabut Jean Perrot Jacques Filippini Yves Oger Gérard Boyer Yves Rebelle (kormányos) | Nyolcas                  | 6:32,47  | 5.       | 6:19,58  | 4.       | kiesett  | kiesett  | kiesett | kiesett | kiesett | helyezetlen |

## Gyeplabda
| Francia férfi gyeplabdacsapat-játékoskeret | Francia férfi gyeplabdacsapat-játékoskeret                                                                                      |
| --- | --- |
| - Patrick Burtschell - Gilles Capelle - Marc Chapon - Georges Corbel - Francis Coutou - Jean-Luc Darfeuille - Georges Grain - Thierry Havet - Christian Honneger | - Yves Langlois - Olivier Moreau - Eric Pitau - Charles Pous - Marc Remise - Pierre Roussel - Jean-Paul Sauthier - Alain Tétard |

### Eredmények
Csoportkör
A csoport
| Csapat              | M | Gy | D | V | G+ | G– | Gk  | P  |
| ------------------- | - | -- | - | - | -- | -- | --- | -- |
| NSZK (FRG)          | 7 | 6  | 1 | 0 | 17 | 5  | +12 | 13 |
| Pakisztán (PAK)     | 7 | 5  | 1 | 1 | 17 | 6  | +11 | 11 |
| Malajzia (MAS)      | 7 | 4  | 1 | 2 | 9  | 7  | +2  | 9  |
| Spanyolország (ESP) | 7 | 2  | 4 | 1 | 9  | 8  | +1  | 8  |
| Belgium (BEL)       | 7 | 2  | 1 | 4 | 8  | 14 | –6  | 5  |
| Franciaország (FRA) | 7 | 2  | 0 | 5 | 6  | 13 | –7  | 4  |
| Argentína (ARG)     | 7 | 0  | 3 | 4 | 4  | 9  | –5  | 3  |
| Uganda (UGA)        | 7 | 0  | 3 | 4 | 6  | 14 | –8  | 3  |

| 1972. augusztus 27. | Pakisztán (PAK) | 3 – 0   | Franciaország (FRA) |  |
| 1972. augusztus 27. | Anwar 2 Rashid  | (1 – 0) |                     |  |

| 1972. augusztus 28. | Franciaország (FRA)    | 3 – 1   | Uganda (UGA) |  |
| 1972. augusztus 28. | Burtschell Coutou Pous | (1 – 0) | K. S. Bhogal |  |

| 1972. augusztus 29. | Belgium (BEL) | 1 – 0   | Franciaország (FRA) |  |
| 1972. augusztus 29. | Gilles        | (1 – 0) |                     |  |

| 1972. augusztus 31. | Franciaország (FRA) | 0 – 1   | Malajzia (MAS) |  |
| 1972. augusztus 31. |                     | (0 – 1) | Mahendran      |  |

| 1972. szeptember 1. | Spanyolország (ESP)  | 3 – 2   | Franciaország (FRA) |  |
| 1972. szeptember 1. | J. Fábregas 2 Sallés | (3 – 1) | Pitau Pous          |  |

| 1972. szeptember 3. | Franciaország (FRA) | 1 – 0   | Argentína (ARG) |  |
| 1972. szeptember 3. | Darfeuille          | (1 – 0) |                 |  |

| 1972. szeptember 4. | NSZK (FRG)                | 4 – 0   | Franciaország (FRA) |  |
| 1972. szeptember 4. | Krause 2 Keller Kaessmann | (3 – 0) |                     |  |

A 11. helyért
| 1972. szeptember 8. | Franciaország (FRA)          | 4 – 4 (h. u.)  | Lengyelország (POL)                     |  |
| 1972. szeptember 8. | Burtschell Coutou Pous Grain | (2 – 1, 4 – 4) | Wybieralski Wrona Grotowski Otulakowski |  |
| 1972. szeptember 8. | Büntetőpárbaj:               |                |                                         |  |
| 1972. szeptember 8. |                              | 0 – 3          | Otulakowski Grotowski Kasprzyk          |  |

| Csapat              | Helyezés |
| ------------------- | -------- |
| Franciaország (FRA) | 12.      |

## Íjászat
| Versenyző           | Versenyszám  | 1. forduló | 1. forduló | 2. forduló | 2. forduló | Összesítés | Összesítés |
| Versenyző           | Versenyszám  | Pont       | Hely.      | Pont       | Hely.      | Pont       | Helyezés   |
| ------------------- | ------------ | ---------- | ---------- | ---------- | ---------- | ---------- | ---------- |
| Alain Convard       | Férfi egyéni | 1100       | 47.        | 1151       | 39.        | 2251       | 44.        |
| Jacques Doyen       | Férfi egyéni | 1186       | 21.        | 1183       | 23.        | 2369       | 21.        |
| Louis-Henry Lemirre | Férfi egyéni | 1102       | 46.        | 1164       | 33.        | 2266       | 42.        |
| Pierrette Dame      | Női egyéni   | 1056       | 35.        | 1140       | 19.        | 2196       | 31.        |
| Herrad Frey         | Női egyéni   | 1121       | 24.        | 1109       | 30.        | 2230       | 27.        |

## Kajak-kenu

### Síkvízi
Férfi
| Versenyző                           | Versenyszám         | Előfutam | Előfutam | Előfutam | Vigaszág | Vigaszág | Vigaszág | Elődöntő | Elődöntő | Elődöntő | Döntő   | Döntő    |
| Versenyző                           | Versenyszám         | Idő      | Hely.    | Össz.    | Idő      | Hely.    | Össz.    | Idő      | Hely.    | Össz.    | Idő     | Helyezés |
| ----------------------------------- | ------------------- | -------- | -------- | -------- | -------- | -------- | -------- | -------- | -------- | -------- | ------- | -------- |
| Jean-Pierre Cordebois Didier Niquet | Kajak kettes 1000 m | 3:52,12  | 5.       | 14.      | 3:40,44  | 1.       | 1.       | 3:35,21  | 3.       | 8.       | 3:36,51 | 6.       |
| Jean-François Millot                | Kenu egyes 1000 m   | 4:52,30  | 4.       | 9.       | 4:20,70  | 4.       | 4.       |          |          |          | kiesett | kiesett  |
| Alain Acart Gérald Delacroix        | Kenu kettes 1000 m  | 4:30,78  | 6.       | 12.      | 3:58,24  | 4.       | 4.       | kiesett  | kiesett  | kiesett  | kiesett | kiesett  |

Női
| Versenyző      | Versenyszám       | Előfutam | Előfutam | Előfutam | Vigaszág | Vigaszág | Vigaszág | Elődöntő | Elődöntő | Elődöntő | Döntő   | Döntő    |
| Versenyző      | Versenyszám       | Idő      | Hely.    | Össz.    | Idő      | Hely.    | Össz.    | Idő      | Hely.    | Össz.    | Idő     | Helyezés |
| -------------- | ----------------- | -------- | -------- | -------- | -------- | -------- | -------- | -------- | -------- | -------- | ------- | -------- |
| Françoise Gaud | Kajak egyes 500 m | 2:23,29  | 6.       | 13.      | 2:12,94  | 3.       | 6.       | 2:15,21  | 4.       | 12.      | kiesett | kiesett  |

### Szlalom
Férfi
| Versenyző                        | Versenyszám | Döntő    | Döntő    | Döntő    | Döntő    | Döntő         | Helyezés |
| Versenyző                        | Versenyszám | 1. futam | 1. futam | 2. futam | 2. futam | Jobb eredmény | Helyezés |
| Versenyző                        | Versenyszám | Pont     | Hely.    | Pont     | Hely.    | Pont          | Helyezés |
| -------------------------------- | ----------- | -------- | -------- | -------- | -------- | ------------- | -------- |
| Alain Colombe                    | Kajak egyes | 439,52   | 29.      | 339,54   | 15.      | 339,54        | 21.      |
| Eric Koechlin                    | Kajak egyes | 369,17   | 18.      | 330,87   | 12.      | 330,87        | 16.      |
| Patrick Maccari                  | Kajak egyes | 311,40   | 7.       | 369,10   | 22.      | 311,40        | 11.      |
| Claude Baux                      | Kenu egyes  | 498,69   | 14.      | 463,16   | 13.      | 463,16        | 15.      |
| François Bonnet                  | Kenu egyes  | 526,17   | 15.      | 561,23   | 19.      | 526,17        | 18.      |
| Michel Trenchant                 | Kenu egyes  | 446,73   | 10.      | 405,98   | 10.      | 405,98        | 12.      |
| Jean-Louis Olry Jean-Claude Olry | Kenu kettes | 362,04   | 4.       | 315,10   | 2.       | 315,10        |          |

## Kerékpározás

### Országúti kerékpározás
| Versenyző                                              | Versenyszám     | Idő             | Helyezés      |
| ------------------------------------------------------ | --------------- | --------------- | ------------- |
| Bernard Bourreau                                       | Mezőnyverseny   | 4:17:09 (+2:32) | 39.           |
| Marcel Duchemin                                        | Mezőnyverseny   | 4:17:09 (+2:32) | 65.           |
| Raymond Martin                                         | Mezőnyverseny   | nem ért célba   | nem ért célba |
| Régis Ovion                                            | Mezőnyverseny   | 4:15:13 (+0:36) | 15.           |
| Henri Fin Claude Magni Jean-Claude Meunier Guy Sibille | Csapat időfutam | 2:18:19 (+7:02) | 18.           |

### Pálya-kerékpározás
Sprintverseny
| Versenyző      | Versenyszám  | 1. forduló                                                 | 1. forduló | Vigaszág               | Vigaszág | 2. forduló                                           | 2. forduló | Vigaszág             | Vigaszág | Nyolcaddöntő                                         | Nyolcaddöntő | Vigaszág selejtező                                | Vigaszág selejtező | Vigaszág döntő       | Vigaszág döntő | Negyeddöntő                          | Elődöntő                        | Döntő                               | Helyezés    |
| Versenyző      | Versenyszám  | Ellenfelek Győztes idő                                     | Hely.      | Ellenfelek Győztes idő | Hely.    | Ellenfelek Győztes idő                               | Hely.      | Ellenfél Győztes idő | Hely.    | Ellenfelek Győztes idő                               | Hely.        | Ellenfelek Győztes idő                            | Hely.              | Ellenfél Győztes idő | Hely.          | Ellenfél Győztes idő                 | Ellenfél Győztes idő            | Ellenfél Győztes idő                | Helyezés    |
| -------------- | ------------ | ---------------------------------------------------------- | ---------- | ---------------------- | -------- | ---------------------------------------------------- | ---------- | -------------------- | -------- | ---------------------------------------------------- | ------------ | ------------------------------------------------- | ------------------ | -------------------- | -------------- | ------------------------------------ | ------------------------------- | ----------------------------------- | ----------- |
| Daniel Morelon | Férfi egyéni | Hector Edwards (BAR) · Suriya Chiarasapawong (THA) · 11,71 | 1.         |                        |          | Neville Hunte (GUY) · 12,26                          | 1.         |                      |          | Niels Fredborg (DEN) · Peter van Doorn (NED) · 11,51 | 1.           |                                                   |                    |                      |                | Peter van Doorn (NED) · 11,78, 11,52 | Klaas Balk (NED) · 11,55, 11,49 | John Nicholson (AUS) · 11,69, 11,25 |             |
| Gérard Quintyn | Férfi egyéni | Csó Josikazu (JPN) · Jeffrey Spencer (USA) · 11,40         | 1.         |                        |          | Carlos Reybaud (ARG) · Klaas Balk (NED) · idő nélkül | 1.         |                      |          | Massimo Marino (ITA) · Robert Maveau (BEL) · 11,40   | 3.           | Niels Fredborg (DEN) · Ivan Kučírek (TCH) · 11,91 | 3.                 | kiesett              | kiesett        | kiesett                              | kiesett                         | kiesett                             | helyezetlen |

Időfutam
| Versenyző      | Versenyszám  | Idő     | Helyezés |
| -------------- | ------------ | ------- | -------- |
| Pierre Trentin | Férfi egyéni | 1:07,85 | 10.      |

Tandem
| Versenyző                     | Versenyszám     | 1. forduló                                         | Vigaszág selejtező     | Vigaszág selejtező | Vigaszág döntő         | Vigaszág döntő | Negyeddöntő                                                   | Elődöntő                                                                   | Döntő                                                                             | Helyezés |
| Versenyző                     | Versenyszám     | Ellenfél Győztes idő                               | Ellenfelek Győztes idő | Hely.              | Ellenfelek Győztes idő | Hely.          | Ellenfél Győztes idő                                          | Ellenfél Győztes idő                                                       | Ellenfél Győztes idő                                                              | Helyezés |
| ----------------------------- | --------------- | -------------------------------------------------- | ---------------------- | ------------------ | ---------------------- | -------------- | ------------------------------------------------------------- | -------------------------------------------------------------------------- | --------------------------------------------------------------------------------- | -------- |
| Daniel Morelon Pierre Trentin | Férfi kétüléses | Japán (JPN) · Csó Josikazu · Numata Jaicsi · 10,42 |                        |                    |                        |                | Hollandia (NED) · Klaas Balk · Peter van Doorn · 10,69, 10,62 | Szovjetunió (URS) · Vlagyimir Szemenec · Igor Celovalnyikov · 10,66, 10,51 | Bronzmérkőzés · Lengyelország (POL) · Andrzej Bek · Benedykt Kocot · 10,76, 10,67 | 4.       |

Üldözőversenyek
| Versenyző                                                            | Versenyszám  | Selejtező | Selejtező | Negyeddöntő  | Negyeddöntő | Negyeddöntő | Elődöntő     | Elődöntő  | Elődöntő | Döntő        | Döntő     | Helyezés |
| Versenyző                                                            | Versenyszám  | Idő       | Hely.     | Ellenfél Idő | Saját idő   | Hely.       | Ellenfél Idő | Saját idő | Hely.    | Ellenfél Idő | Saját idő | Helyezés |
| -------------------------------------------------------------------- | ------------ | --------- | --------- | ------------ | ----------- | ----------- | ------------ | --------- | -------- | ------------ | --------- | -------- |
| Michel Zucarelli                                                     | Férfi egyéni | 5:07,17   | 20.       | kiesett      | kiesett     | kiesett     | kiesett      | kiesett   | kiesett  | kiesett      | kiesett   | 20.      |
| Bernard Bocquet Jacques Bossis Michel Zucarelli Jean-Jacques Fussien | Férfi csapat | 4:35,48   | 15.       | kiesett      | kiesett     | kiesett     | kiesett      | kiesett   | kiesett  | kiesett      | kiesett   | 15.      |

## Lovaglás
Díjlovaglás
| Versenyző          | Ló       | Versenyszám | Selejtező | Selejtező | Döntő   | Döntő    |
| Versenyző          | Ló       | Versenyszám | Pont      | Hely.     | Pont    | Helyezés |
| ------------------ | -------- | ----------- | --------- | --------- | ------- | -------- |
| Patrick le Rolland | Cramique | Egyéni      | 1451      | 23.       | kiesett | kiesett  |

Díjugratás
| Versenyző                                                  | Ló                            | Versenyszám | 1. forduló | 1. forduló | 2. forduló | 2. forduló | Összesen | Összesen |
| Versenyző                                                  | Ló                            | Versenyszám | Pont       | Hely.      | Pont       | Hely.      | Pont     | Helyezés |
| ---------------------------------------------------------- | ----------------------------- | ----------- | ---------- | ---------- | ---------- | ---------- | -------- | -------- |
| Janou Lefèbvre                                             | Rocket                        | Egyéni      | 20,00      | 37.        | kiesett    | kiesett    | 20,00    | 37.      |
| Hubert Parot                                               | Tic                           | Egyéni      | 16,00      | 31.        | kiesett    | kiesett    | 16,00    | 31.      |
| Jean-Marcel Rozier                                         | Sans Souci                    | Egyéni      | 4,00       | 4.         | 8,00       | 4.         | 12,00    | 7.       |
| Marc Deuquet Pierre Durand Hubert Parot Jean-Marcel Rozier | Ulpienne Varin Tic Sans Souci | Csapat      | 80,25      | 10.        | kiesett    | kiesett    | 80,25    | 10.      |

Lovastusa
| Versenyző                                                     | Ló                                       | Versenyszám | Díjlovaglás | Díjlovaglás | Tereplovaglás | Tereplovaglás | Díjugratás | Díjugratás | Végeredmény | Végeredmény |
| Versenyző                                                     | Ló                                       | Versenyszám | Bünt.       | Hely.       | Bünt.         | Hely.         | Bünt.      | Hely.      | Bünt.       | Helyezés    |
| ------------------------------------------------------------- | ---------------------------------------- | ----------- | ----------- | ----------- | ------------- | ------------- | ---------- | ---------- | ----------- | ----------- |
| Dominique Bentejac                                            | Trou Normand                             | Egyéni      | -60,33      | 37.         | -106,80       | 42.           | -10,50     | 27.        | -177,63     | 42.         |
| Armand Bigot                                                  | Valseur D                                | Egyéni      | -53,00      | 22.         | -60,80        | 33.           | -20,00     | 28.        | -133,80     | 34.         |
| François Fabius                                               | Ut Majeur                                | Egyéni      | -63,00      | 43.         | -132,40       | 44.           | -10,00     | 16.        | -205,40     | 43.         |
| Michel Robert                                                 | Vandale                                  | Egyéni      | -70,33      | 62.         | 73,20         | 11.           | -30,00     | 43.        | -27,13      | 17.         |
| Dominique Bentejac Armand Bigot François Fabius Michel Robert | Trou Normand Valseur D Ut Majeur Vandale | Csapat      | -176,33     | 9.          | -94,40        | 17.           | -40,50     | 8.         | -338,56     | 11.         |

## Műugrás
Férfi
| Versenyző          | Versenyszám        | Selejtező | Selejtező | Döntő   | Döntő    |
| Versenyző          | Versenyszám        | Pont      | Helyezés  | Pont    | Helyezés |
| ------------------ | ------------------ | --------- | --------- | ------- | -------- |
| Alain Goosen       | Egyéni műugrás     | 322,41    | 22.       | kiesett | kiesett  |
| Jacques Deschouwer | Egyéni toronyugrás | 287,04    | 13.       | kiesett | kiesett  |

Női
| Versenyző        | Versenyszám    | Selejtező | Selejtező | Döntő   | Döntő    |
| Versenyző        | Versenyszám    | Pont      | Helyezés  | Pont    | Helyezés |
| ---------------- | -------------- | --------- | --------- | ------- | -------- |
| Christiane Wiles | Egyéni műugrás | 229,56    | 28.       | kiesett | kiesett  |

## Ökölvívás
| Versenyző       | Versenyszám   | Selejtező                      | 32-es főtábla                        | Nyolcaddöntő      | Negyeddöntő       | Elődöntő          | Döntő             | Helyezés |
| Versenyző       | Versenyszám   | Ellenfél Eredmény              | Ellenfél Eredmény                    | Ellenfél Eredmény | Ellenfél Eredmény | Ellenfél Eredmény | Ellenfél Eredmény | Helyezés |
| --------------- | ------------- | ------------------------------ | ------------------------------------ | ----------------- | ----------------- | ----------------- | ----------------- | -------- |
| Rabah Khaloufi  | Légsúly       | Maurice O'Sullivan (GBR) · 2-3 | kiesett                              | kiesett           | kiesett           | kiesett           | kiesett           | 32.      |
| Aldo Cosentino  | Harmatsúly    | Józef Reszpondek (POL) · 5-0   | Juan Francisco Rodríguez (ESP) · 1-4 | kiesett           | kiesett           | kiesett           | kiesett           | 17.      |
| Maurice Apeang  | Pehelysúly    | Louis Self (USA) · 0-5         | kiesett                              | kiesett           | kiesett           | kiesett           | kiesett           | 33.      |
| Guitry Bananier | Könnyűsúly    | Luis Davila (PUR) · 4-1        | Kim Theho (Kim Tae-ho) (KOR) · KO    | kiesett           | kiesett           | kiesett           | kiesett           | 17.      |
| Michel Belliard | Nagyváltósúly | erőnyerő                       | Alan Jenkinson (AUS) · 1-4           | kiesett           | kiesett           | kiesett           | kiesett           | 17.      |
| Henri Moreau    | Félnehézsúly  |                                | Rudi Hornig (FRG) · 0-5              | kiesett           | kiesett           | kiesett           | kiesett           | 17.      |

## Öttusa
| Versenyző                                           | Versenyszám | Lovaglás | Lovaglás | Lovaglás | Vívás    | Vívás | Vívás | Lövészet | Lövészet | Lövészet | Úszás  | Úszás | Úszás | Futás   | Futás | Futás | Összesen    | Összesen |
| Versenyző                                           | Versenyszám | Idő      | Pont     | Hely.    | Eredmény | Pont  | Hely. | Pontszám | Pont     | Hely.    | Idő    | Pont  | Hely. | Idő     | Pont  | Hely. | Összes pont | Helyezés |
| --------------------------------------------------- | ----------- | -------- | -------- | -------- | -------- | ----- | ----- | -------- | -------- | -------- | ------ | ----- | ----- | ------- | ----- | ----- | ----------- | -------- |
| Jean-Pierre Giudicelli                              | Egyéni      | 2:38,4   | 960      | 38.      | 23–35    | 658   | 46.   | 188      | 868      | 21.      | 3:43,8 | 1084  | 19.   | 12:56,4 | 1237  | 4.    | 4807        | 22.      |
| Michel Gueguen                                      | Egyéni      | 1:58,5   | 1100     | 1.       | 33–25    | 848   | 14.   | 187      | 846      | 26.      | 3:35,2 | 1152  | 8.    | 13:33,4 | 1126  | 19.   | 5072        | 10.      |
| Raoul Gueguen                                       | Egyéni      | 2:44,2   | 930      | 45.      | 29–29    | 772   | 27.   | 186      | 824      | 33.      | 3:52,0 | 1016  | 35.   | 13:43,8 | 1096  | 24.   | 4638        | 30.      |
| Jean-Pierre Giudicelli Michel Gueguen Raoul Gueguen | Csapat      |          | 2990     | 8.       |          | 2320  | 9.    |          | 2538     | 8.       |        | 3252  | 6.    |         | 3459  | 3.    | 14559       | 7.       |

## Sportlövészet
Nyílt
| Versenyző             | Versenyszám           | Pont | Helyezés |
| --------------------- | --------------------- | ---- | -------- |
| Jean Baumann          | Gyorstüzelő pisztoly  | 582  | 26.      |
| Jean-Richard Germont  | Gyorstüzelő pisztoly  | 579  | 35.      |
| Gérard Denecheau      | Szabadpisztoly        | 554  | 9.       |
| Jean Faggion          | Szabadpisztoly        | 549  | 18.      |
| Roger Renaux          | Futócéllövészet       | 544  | 16.      |
| Michel Fontaine       | Sportpuska, fekvő     | 591  | 45.      |
| André Noël            | Sportpuska, fekvő     | 581  | 84.      |
| Gilbert Emptaz        | Sportpuska, összetett | 1138 | 24.      |
| Patrice de Mullenheim | Sportpuska, összetett | 1126 | 38.      |
| Jean-Jacques Baud     | Trap                  | 184  | 28.      |
| Michel Carrega        | Trap                  | 198  |          |
| Roger Mangin          | Skeet                 | 185  | 37.      |
| Élie Pénot            | Skeet                 | 193  | 7.       |

## Súlyemelés
| Versenyző           | Versenyszám | Nyomás   | Nyomás   | Szakítás | Szakítás | Lökés    | Lökés    | Összesen | Helyezés |
| Versenyző           | Versenyszám | Eredmény | Helyezés | Eredmény | Helyezés | Eredmény | Helyezés | Összesen | Helyezés |
| ------------------- | ----------- | -------- | -------- | -------- | -------- | -------- | -------- | -------- | -------- |
| Aimé Terme          | 75 kg       | 127,5    | 22.      | 142,5    | 2.       | 155,0    | 15.      | 425,0    | 15.      |
| Pierre Gourrier     | 90 kg       | 145,0    | 16.      | 147,5    | 3.       | 180,0    | 10.      | 472,5    | 10.      |
| Jean-Paul Fouletier | 110 kg      | 175,0    | 13.      | 150,0    | 10.      | 180,0    | 18.      | 505,0    | 14.      |

## Torna
Férfi
| Versenyző                                                                                        | Versenyszám      | Selejtező | Selejtező | Döntő    | Döntő    |
| Versenyző                                                                                        | Versenyszám      | Pontszám  | Helyezés  | Pontszám | Helyezés |
| ------------------------------------------------------------------------------------------------ | ---------------- | --------- | --------- | -------- | -------- |
| Henri Boërio                                                                                     | Talaj            | 17,90     | 41.       | kiesett  | kiesett  |
| Henri Boërio                                                                                     | Ugrás            | 17,40     | 95.       | kiesett  | kiesett  |
| Henri Boërio                                                                                     | Korlát           | 17,45     | 81.       | kiesett  | kiesett  |
| Henri Boërio                                                                                     | Nyújtó           | 18,45     | 21.       | kiesett  | kiesett  |
| Henri Boërio                                                                                     | Gyűrű            | 17,15     | 69.       | kiesett  | kiesett  |
| Henri Boërio                                                                                     | Lólengés         | 15,10     | 95.       | kiesett  | kiesett  |
| Henri Boërio                                                                                     | Egyéni összetett | 103,45    | 76.       | kiesett  | kiesett  |
| Christian Deuza                                                                                  | Talaj            | 16,80     | 90.       | kiesett  | kiesett  |
| Christian Deuza                                                                                  | Ugrás            | 17,60     | 87.       | kiesett  | kiesett  |
| Christian Deuza                                                                                  | Korlát           | 17,75     | 68.       | kiesett  | kiesett  |
| Christian Deuza                                                                                  | Nyújtó           | 17,60     | 60.       | kiesett  | kiesett  |
| Christian Deuza                                                                                  | Gyűrű            | 17,00     | 75.       | kiesett  | kiesett  |
| Christian Deuza                                                                                  | Lólengés         | 17,00     | 68.       | kiesett  | kiesett  |
| Christian Deuza                                                                                  | Egyéni összetett | 103,75    | 72.*      | kiesett  | kiesett  |
| Bernard Farjat                                                                                   | Talaj            | 16,65     | 95.       | kiesett  | kiesett  |
| Bernard Farjat                                                                                   | Ugrás            | 17,95     | 64.       | kiesett  | kiesett  |
| Bernard Farjat                                                                                   | Korlát           | 17,45     | 81.       | kiesett  | kiesett  |
| Bernard Farjat                                                                                   | Nyújtó           | 16,75     | 86.       | kiesett  | kiesett  |
| Bernard Farjat                                                                                   | Gyűrű            | 16,95     | 77.       | kiesett  | kiesett  |
| Bernard Farjat                                                                                   | Lólengés         | 16,75     | 75.       | kiesett  | kiesett  |
| Bernard Farjat                                                                                   | Egyéni összetett | 102,50    | 82.       | kiesett  | kiesett  |
| Georges Guelzec                                                                                  | Talaj            | 16,85     | 88.       | kiesett  | kiesett  |
| Georges Guelzec                                                                                  | Ugrás            | 18,25     | 38.       | kiesett  | kiesett  |
| Georges Guelzec                                                                                  | Korlát           | 17,50     | 78.       | kiesett  | kiesett  |
| Georges Guelzec                                                                                  | Nyújtó           | 16,50     | 91.       | kiesett  | kiesett  |
| Georges Guelzec                                                                                  | Gyűrű            | 16,05     | 102.      | kiesett  | kiesett  |
| Georges Guelzec                                                                                  | Lólengés         | 15,05     | 97.       | kiesett  | kiesett  |
| Georges Guelzec                                                                                  | Egyéni összetett | 100,20    | 95.       | kiesett  | kiesett  |
| Christian Guiffroy                                                                               | Talaj            | 17,35     | 65.       | kiesett  | kiesett  |
| Christian Guiffroy                                                                               | Ugrás            | 18,20     | 41.       | kiesett  | kiesett  |
| Christian Guiffroy                                                                               | Korlát           | 18,05     | 52.       | kiesett  | kiesett  |
| Christian Guiffroy                                                                               | Nyújtó           | 18,20     | 32.       | kiesett  | kiesett  |
| Christian Guiffroy                                                                               | Gyűrű            | 16,85     | 85.       | kiesett  | kiesett  |
| Christian Guiffroy                                                                               | Lólengés         | 16,25     | 82.       | kiesett  | kiesett  |
| Christian Guiffroy                                                                               | Egyéni összetett | 104,90    | 65.       | kiesett  | kiesett  |
| Jean-Pierre Miens                                                                                | Talaj            | 17,20     | 72.       | kiesett  | kiesett  |
| Jean-Pierre Miens                                                                                | Ugrás            | 17,95     | 64.       | kiesett  | kiesett  |
| Jean-Pierre Miens                                                                                | Korlát           | 17,85     | 60.       | kiesett  | kiesett  |
| Jean-Pierre Miens                                                                                | Nyújtó           | 17,75     | 50.       | kiesett  | kiesett  |
| Jean-Pierre Miens                                                                                | Gyűrű            | 17,15     | 69.       | kiesett  | kiesett  |
| Jean-Pierre Miens                                                                                | Lólengés         | 17,50     | 55.       | kiesett  | kiesett  |
| Jean-Pierre Miens                                                                                | Egyéni összetett | 105,40    | 59.*      | kiesett  | kiesett  |
| Henri Boërio Christian Deuza Bernard Farjat Georges Guelzec Christian Guiffroy Jean-Pierre Miens | Csapat összetett |           |           | 522,65   | 13.      |

Női
| Versenyző                                                                                     | Versenyszám      | Selejtező | Selejtező | Döntő    | Döntő    |
| Versenyző                                                                                     | Versenyszám      | Pontszám  | Helyezés  | Pontszám | Helyezés |
| --------------------------------------------------------------------------------------------- | ---------------- | --------- | --------- | -------- | -------- |
| Nadine Audin                                                                                  | Talaj            | 17,20     | 95.       | kiesett  | kiesett  |
| Nadine Audin                                                                                  | Ugrás            | 17,40     | 78.       | kiesett  | kiesett  |
| Nadine Audin                                                                                  | Felemás korlát   | 16,70     | 92.       | kiesett  | kiesett  |
| Nadine Audin                                                                                  | Gerenda          | 16,70     | 85.       | kiesett  | kiesett  |
| Nadine Audin                                                                                  | Egyéni összetett | 68,00     | 88.*      | kiesett  | kiesett  |
| Mireille Cayre                                                                                | Talaj            | 18,15     | 28.       | kiesett  | kiesett  |
| Mireille Cayre                                                                                | Ugrás            | 17,60     | 61.       | kiesett  | kiesett  |
| Mireille Cayre                                                                                | Felemás korlát   | 17,80     | 58.       | kiesett  | kiesett  |
| Mireille Cayre                                                                                | Gerenda          | 17,15     | 54.       | kiesett  | kiesett  |
| Mireille Cayre                                                                                | Egyéni összetett | 70,70     | 53.       | kiesett  | kiesett  |
| Catherine Daugé                                                                               | Talaj            | 17,15     | 96.       | kiesett  | kiesett  |
| Catherine Daugé                                                                               | Ugrás            | 16,90     | 105.      | kiesett  | kiesett  |
| Catherine Daugé                                                                               | Felemás korlát   | 17,25     | 77.       | kiesett  | kiesett  |
| Catherine Daugé                                                                               | Gerenda          | 16,70     | 85.       | kiesett  | kiesett  |
| Catherine Daugé                                                                               | Egyéni összetett | 68,00     | 88.*      | kiesett  | kiesett  |
| Elvire Gertosio                                                                               | Talaj            | 8,60      | 118.      | kiesett  | kiesett  |
| Elvire Gertosio                                                                               | Ugrás            | 8,50      | 118.      | kiesett  | kiesett  |
| Elvire Gertosio                                                                               | Felemás korlát   | 16,45     | 99.       | kiesett  | kiesett  |
| Elvire Gertosio                                                                               | Gerenda          | 15,85     | 108.      | kiesett  | kiesett  |
| Elvire Gertosio                                                                               | Egyéni összetett | 49,40     | 118.      | kiesett  | kiesett  |
| Pascale Hermant                                                                               | Talaj            | 17,50     | 74.       | kiesett  | kiesett  |
| Pascale Hermant                                                                               | Ugrás            | 17,30     | 84.       | kiesett  | kiesett  |
| Pascale Hermant                                                                               | Felemás korlát   | 17,10     | 82.       | kiesett  | kiesett  |
| Pascale Hermant                                                                               | Gerenda          | 16,75     | 79.       | kiesett  | kiesett  |
| Pascale Hermant                                                                               | Egyéni összetett | 68,65     | 78.       | kiesett  | kiesett  |
| Véronique Tilmont                                                                             | Talaj            | 17,85     | 47.       | kiesett  | kiesett  |
| Véronique Tilmont                                                                             | Ugrás            | 17,50     | 69.       | kiesett  | kiesett  |
| Véronique Tilmont                                                                             | Felemás korlát   | 17,75     | 60.       | kiesett  | kiesett  |
| Véronique Tilmont                                                                             | Gerenda          | 17,05     | 64.       | kiesett  | kiesett  |
| Véronique Tilmont                                                                             | Egyéni összetett | 70,15     | 57.*      | kiesett  | kiesett  |
| Nadine Audin Mireille Cayre Catherine Daugé Elvire Gertosio Pascale Hermant Véronique Tilmont | Csapat összetett |           |           | 346,20   | 15.      |

* - egy másik versenyzővel azonos eredményt ért el

## Úszás
Férfi
| Versenyző                                                           | Versenyszám            | Előfutam | Előfutam | Előfutam | Elődöntő | Elődöntő | Elődöntő | Döntő   | Döntő    |
| Versenyző                                                           | Versenyszám            | Idő      | Hely.    | Össz.    | Idő      | Hely.    | Össz.    | Idő     | Helyezés |
| ------------------------------------------------------------------- | ---------------------- | -------- | -------- | -------- | -------- | -------- | -------- | ------- | -------- |
| Alain Hermitte                                                      | 100 m gyors            | 54,57    | 3.       | 24.      | kiesett  | kiesett  | kiesett  | kiesett | kiesett  |
| Michel Rousseau                                                     | 100 m gyors            | 52,93    | 1.       | 6.       | 52,82    | 4.       | 6.       | 52,90   | 7.       |
| Gilles Vigne                                                        | 100 m gyors            | 54,34    | 2.       | 19.      | kiesett  | kiesett  | kiesett  | kiesett | kiesett  |
| Pierre Caland                                                       | 200 m gyors            | 2:00,75  | 3.       | 28.      |          |          |          | kiesett | kiesett  |
| Pierre Baehr                                                        | 100 m hát              | 1:01,13  | 3.       | 17.*     | kiesett  | kiesett  | kiesett  | kiesett | kiesett  |
| Pierre Baehr                                                        | 200 m hát              | 2:14,65  | 6.       | 23.      |          |          |          | kiesett | kiesett  |
| Jean-Paul Berjeau                                                   | 200 m hát              | 2:09,93  | 2.       | 8.       |          |          |          | 2:11,77 | 8.       |
| Jean-Paul Berjeau                                                   | 100 m hát              | 1:00,83  | 3.       | 10.*     | 1:00,59  | 6.       | 11.      | kiesett | kiesett  |
| Bernard Combet                                                      | 100 m mell             | 1:08,08  | 3.       | 12.      | 1:07,76  | 6.       | 14.      | kiesett | kiesett  |
| Roger-Philippe Menu                                                 | 100 m mell             | 1:08,63  | 2.       | 15.      | 1:07,75  | 8.       | 13.      | kiesett | kiesett  |
| Roger-Philippe Menu                                                 | 200 m mell             | 2:30,05  | 3.       | 15.      |          |          |          | kiesett | kiesett  |
| Alain Mosconi                                                       | 100 m pillangó         | 1:00,23  | 5.       | 30.      | kiesett  | kiesett  | kiesett  | kiesett | kiesett  |
| Gilles Vigne Alain Mosconi Alain Hermitte Michel Rousseau           | 4 × 100 m gyorsváltó   | 3:35,84  | 2.       | 5.*      |          |          |          | 3:34,13 | 7.       |
| Pierre Caland Pierre-Yves Copin Jean-Jacques Moine Michel Rousseau  | 4 × 200 m gyorsváltó   | 8:00,79  | 6.       | 9.       |          |          |          | kiesett | kiesett  |
| Jean-Paul Berjeau Roger-Philippe Menu Alain Mosconi Michel Rousseau | 4 × 100 m vegyes váltó | 4:00,50  | 4.       | 10.      |          |          |          | kiesett | kiesett  |

Női
| Versenyző                                                         | Versenyszám            | Előfutam | Előfutam | Előfutam | Elődöntő | Elődöntő | Elődöntő | Döntő   | Döntő    |
| Versenyző                                                         | Versenyszám            | Idő      | Hely.    | Össz.    | Idő      | Hely.    | Össz.    | Idő     | Helyezés |
| ----------------------------------------------------------------- | ---------------------- | -------- | -------- | -------- | -------- | -------- | -------- | ------- | -------- |
| Guylaine Berger                                                   | 100 m gyors            | 1:01,54  | 4.       | 19.      | kiesett  | kiesett  | kiesett  | kiesett | kiesett  |
| Claude Mandonnaud                                                 | 100 m gyors            | 1:01,34  | 3.       | 16.      | 1:01,88  | 8.       | 16.      | kiesett | kiesett  |
| Chantal Schertz                                                   | 100 m gyors            | 1:02,82  | 4.       | 33.      | kiesett  | kiesett  | kiesett  | kiesett | kiesett  |
| Sylvie Le Noach                                                   | 100 m hát              | 1:09,25  | 4.       | 18.*     | kiesett  | kiesett  | kiesett  | kiesett | kiesett  |
| Sylvie Le Noach                                                   | 200 m hát              | 2:27,18  | 3.       | 16.      |          |          |          | kiesett | kiesett  |
| Claude Mandonnaud Chantal Schertz Christine Petit Guylaine Berger | 4 × 100 m gyorsváltó   | 4:08,82  | 6.       | 11.      |          |          |          | kiesett | kiesett  |
| Sylvie Le Noach Martine Claret Josiane Castiau Claude Mandonnaud  | 4 × 100 m vegyes váltó | 4:38,62  | 7.       | 13.      |          |          |          | kiesett | kiesett  |

* - egy másik versenyzővel/váltóval azonos időt ért el

## Vitorlázás
Nyílt
| Versenyző                                               | Versenyszám     | Futam | Futam  | Futam | Futam  | Futam  | Futam  | Futam | Pontszám | Helyezés |
| Versenyző                                               | Versenyszám     | 1     | 2      | 3     | 4      | 5      | 6      | 7     | Pontszám | Helyezés |
| ------------------------------------------------------- | --------------- | ----- | ------ | ----- | ------ | ------ | ------ | ----- | -------- | -------- |
| Serge Maury                                             | Finn dingi      | 0,0   | 14,0   | 17,0  | (32,0) | 16,0   | 3,0    | 8,0   | 58,0     |          |
| Yves Devillers Marcel Troupel                           | Tempest         | 0,0   | 16,0   | 17,0  | 17,0   | 10,0   | (25,0) | 18,0  | 78,0     | 9.       |
| Marc Pajot Yves Pajot                                   | Repülő hollandi | 5,7   | 15,0   | 14,0  | 0,0    | 3,0    | (18,0) | 3,0   | 40,7     |          |
| François Girard Patrick Rieupeyrout René Sence          | Sárkányhajó     | 21,0  | (28,0) | 20,0  | 19,0   | 13,0   | 19,0   |       | 92,0     | 18.      |
| Bernard Drubay Jean-Marie le Guillou Jean-Yves Pellerin | Soling          | 17,0  | 8,0    | 17,0  | 3,0    | (35,0) | 8,0    |       | 53,0     | 4.       |

## Vívás
Férfi
| Versenyző                                                                                 | Versenyszám       | Selejtező | Selejtező | Selejtező | Selejtező | Negyeddöntő | Negyeddöntő          | Elődöntő | Elődöntő                                 | Döntő | Döntő                                    | Helyezés    |
| Versenyző                                                                                 | Versenyszám       | 1. kör | 1. kör    | 2. kör | 2. kör    | Negyeddöntő | Negyeddöntő          | Elődöntő | Elődöntő                                 | Döntő | Döntő                                    | Helyezés    |
| Versenyző                                                                                 | Versenyszám       | Ellenfél Eredmény | Hely.     | Ellenfél Eredmény | Hely.     | Ellenfél Eredmény | Hely.                | Ellenfél Eredmény | Hely.                                    | Ellenfél Eredmény | Hely.                                    | Helyezés    |
| ----------------------------------------------------------------------------------------- | ----------------- | --- | --------- | --- | --------- | --- | -------------------- | --- | ---------------------------------------- | --- | ---------------------------------------- | ----------- |
| Christian Noël                                                                            | Tőr, egyéni       | 9. csoport · Nicola Granieri (ITA) · 5-4 · Nakadzsima Hirosi (JPN) · 5-2 · Jesús Gil (CUB) · 5-1 · Herbert Obst (CAN) · 5-1 · Per Sundberg (SWE) · 5-3                                    | 1.        | 4. csoport · Kamuti Jenő (HUN) · 3-5 · Anatolij Kotyesev (URS) · 1-5 · Klaus Reichert (FRG) · 5-1 · Tănase Mureșanu (ROU) · 5-2 · Roland Losert (AUT) · 5-1             | 3.        | 4. csoport · Friedrich Wessel (FRG) · 3-5 · Nicola Granieri (ITA) · 4-5 · Vaszil Sztankovics (URS) · 5-3 · Uehara Kijosi (JPN) · 5-3 · Haukler István (ROU) · 5-1 | 3.                   | 2. csoport · Vlagyimir Gyenyiszov (URS) · 5-3 · Mihai Ţiu (ROU) · 5-2 · Friedrich Wessel (FRG) · 5-3 · Bernard Talvard (FRA) · 5-4 · Lech Koziejowski (POL) · 5-4 | 1.                                       | Witold Woyda (POL) · 2-5 · Kamuti Jenő (HUN) · 2-5 · Vlagyimir Gyenyiszov (URS) · 5-1 · Marek Dąbrowski (POL) · 5-2 · Mihai Ţiu (ROU) · 4-5       | 3.                                       |             |
| Daniel Revenu                                                                             | Tőr, egyéni       | 7. csoport · Joseph Freeman (USA) · 5-2 · Anatolij Kotyesev (URS) · 5-0 · Michael Breckin (GBR) · 5-0 · Vicente Calderón (MEX) · 5-3 · Bülent Erdem (TUR) · 5-0 · Lester Wong (CAN) · 5-0 | 1.        | 1. csoport · Witold Woyda (POL) · 5-2 · František Koukal (TCH) · 5-0 · Barry Paul (GBR) · 5-3 · Dan Alon (ISR) · 5-0 · Omar Vergara (ARG) · 5-2                         | 1.        | 1. csoport · Marek Dąbrowski (POL) · 5-2 · Eduardo Jhons (CUB) · 5-2 · Klaus Reichert (FRG) · 5-2 · Barry Paul (GBR) · 5-1 · Mihai Ţiu (ROU) · 4-5                | 1.                   | 1. csoport · Marek Dąbrowski (POL) · 4-5 · Kamuti Jenő (HUN) · 4-5 · Nicola Granieri (ITA) · 2-5 · Witold Woyda (POL) · 5-4 · Szabó Sándor (HUN) · 5-3            | 5.                                       | kiesett | kiesett                                  | helyezetlen |
| Bernard Talvard                                                                           | Tőr, egyéni       | 4. csoport · Eduardo Jhons (CUB) · 5-3 · Dan Alon (ISR) · 5-0 · Arcangelo Pinelli (ITA) · 5-1 · John Bouchier-Hayes (IRL) · 5-0 · Klaus Reichert (FRG) · 2-5                              | 1.        | 3. csoport · Nicola Granieri (ITA) · 2-5 · Uehara Kijosi (JPN) · 2-5 · Marek Dąbrowski (POL) · 5-2 · Kamuti László (HUN) · 5-2 · Carlos Calderón (MEX) · 5-3            | 4.        | 2. csoport · Kamuti Jenő (HUN) · 3-5 · Lech Koziejowski (POL) · 5-1 · Anatolij Kotyesev (URS) · 5-3 · Graham Paul (GBR) · 5-2 · Szerizava Icsiró (JPN) · 1-5      | 3.                   | 2. csoport · Christian Noël (FRA) · 4-5 · Vlagyimir Gyenyiszov (URS) · 2-5 · Mihai Ţiu (ROU) · 1-5 · Friedrich Wessel (FRG) · 1-5 · Lech Koziejowski (POL) · 5-2  | 5.                                       | kiesett | kiesett                                  | helyezetlen |
| Jacques Brodin                                                                            | Párbajtőr, egyéni | 8. csoport · Igor Valetov (URS) · 5-3 · Jerzy Janikowski (POL) · 5-5 · Ole Mørch (NOR) · 5-5 · Robert Elliott (HKG) · 5-0 · Roberto Maldonado (PUR) · 5-1                                 | 2.        | 7. csoport · Hans-Jürgen Hehn (FRG) · 5-3 · Pongrácz Antal (ROU) · 5-2 · Jean-Charles Seneca (MON) · 5-5 · Claudio Francesconi (ITA) · 5-1 · Graham Paul (GBR) · 5-2    | 1.        | 1. csoport · Szergej Paramonov (URS) · 2-5 · Pongrácz Antal (ROU) · 5-4 · Bohdan Gonsior (POL) · 5-4 · Schmitt Pál (HUN) · 5-2 · Rudolf Trost (AUT) · 4-5         | 3.                   | 1. csoport · Kulcsár Győző (HUN) · 3-5 · Rolf Edling (SWE) · 5-3 · Horst Melzig (GDR) · 5-4 · Szergej Paramonov (URS) · 5-5 · Daniel Giger (SUI) · 4-5            | 3.                                       | Fenyvesi Csaba (HUN) · 1-5 · Jacques Ladègaillerie (FRA) · 3-5 · Kulcsár Győző (HUN) · 3-5 · Pongrácz Antal (ROU) · 4-5 · Rolf Edling (SWE) · 2-5 | 6.                                       | 6.          |
| François Jeanne                                                                           | Párbajtőr, egyéni | 7. csoport · Horst Melzig (GDR) · 1-5 · Costică Bărăgan (ROU) · 5-1 · Daniel Feraud (ARG) · 5-4 · Jeppe Normann (NOR) · 5-0 · Yves Daniel Darricau (LIB) · 5-1                            | 2.        | 8. csoport · Peter Lötscher (SUI) · 5-4 · Reinhard Münster (DEN) · 5-1 · Panajótisz Durákosz (GRE) · 5-3 · Jorge Castillejos (MEX) · 5-3 · Morten von Krogh (NOR) · 0-5 | 2.        | 3. csoport · Hrihorij Krissz (URS) · 4-5 · Rolf Edling (SWE) · 4-5 · Kulcsár Győző (HUN) · 5-1 · Morten von Krogh (NOR) · 5-3 · Hans-Jürgen Hehn (FRG) · 4-5      | 4.                   | kiesett | kiesett                                  | kiesett | kiesett                                  | helyezetlen |
| Jacques Ladègaillerie                                                                     | Párbajtőr, egyéni | 4. csoport · Roberto Levis (PUR) · 5-4 · Omar Vergara (ARG) · 5-1 · Gianluigi Saccaro (ITA) · 5-1 · Robert Schiel (LUX) · 3-5                                                             | 1.        | 1. csoport · Rolf Edling (SWE) · 5-3 · Robert Schiel (LUX) · 5-4 · Reinhold Behr (FRG) · 5-3 · Roberto Levis (PUR) · 5-2 · George Masin (USA) · 3-5                     | 2.        | 2. csoport · Fenyvesi Csaba (HUN) · 4-5 · Daniel Giger (SUI) · 5-3 · Henryk Nielaba (POL) · 5-2 · Nicola Granieri (ITA) · 5-1 · Bernd Uhlig (GDR) · 3-5           | 1.                   | 2. csoport · Pongrácz Antal (ROU) · 4-5 · Fenyvesi Csaba (HUN) · 5-3 · Jerzy Janikowski (POL) · 5-2 · Igor Valetov (URS) · 5-3 · Hrihorij Krissz (URS) · 5-5      | 2.                                       | Fenyvesi Csaba (HUN) · 5-5 · Kulcsár Győző (HUN) · 5-3 · Rolf Edling (SWE) · 5-3 · Jacques Brodin (FRA) · 5-3 · Pongrácz Antal (ROU) · 3-5        | 2.                                       |             |
| Philippe Bena                                                                             | Kard, egyéni      | 8. csoport · Janusz Majewski (POL) · 3-5 · Vlagyimir Nazlimov (URS) · 5-1 · Joánisz Hadziszarándosz (GRE) · 5-1 · Hermilo Leal (MEX) · 5-1 · Manuel Ortíz (CUB) · 2-5                     | 3.        | 4. csoport · Pézsa Tibor (HUN) · 3-5 · Vlagyimir Nazlimov (URS) · 5-4 · Knut Höhne (FRG) · 5-1 · Hans Brandstätter (AUT) · 5-2 · Sandor Gombay (SUI) · 5-0              | 2.        | 3. csoport · Viktor Szigyak (URS) · 3-5 · Marót Péter (HUN) · 1-5 · Budaházi József (ROU) · 0-5 · Józef Nowara (POL) · 4-5 · Alex Orban (USA) · 3-5               | 6.                   | kiesett | kiesett                                  | kiesett | kiesett                                  | helyezetlen |
| Régis Bonnissent                                                                          | Kard, egyéni      | 6. csoport · Hans Brandstätter (AUT) · 5-3 · Józef Nowara (POL) · 5-4 · Budaházi József (ROU) · 5-3 · Janos Mohoss (SUI) · 5-2                                                            | 1.        | 6. csoport · Marót Péter (HUN) · 3-5 · Boris Stavrev (BUL) · 5-1 · John Deanfield (GBR) · 5-2 · Constantin Nicolae (ROU) · 5-4 · Józef Nowara (POL) · 0-5               | 2.        | 2. csoport · Kovács Tamás (HUN) · 4-5 · Jerzy Pawłowski (POL) · 5-1 · Manuel Ortíz (CUB) · 5-1 · Knut Höhne (FRG) · 5-4 · Rolando Rigoli (ITA) · 3-5              | 3.                   | 2. csoport · Kovács Tamás (HUN) · 2-5 · Viktor Szigyak (URS) · 5-4 · Paul Apostol (USA) · 5-3 · Boris Stavrev (BUL) · 5-0 · Paul Wischeidt (FRG) · 0-5            | 3.                                       | Viktor Szigyak (URS) · 2-5 · Marót Péter (HUN) · 4-5 · Vlagyimir Nazlimov (URS) · 4-5 · Michele Maffei (ITA) · 4-5 · Kovács Tamás (HUN) · 5-2     | 5.                                       | 5.          |
| Bernard Vallée                                                                            | Kard, egyéni      | 7. csoport · Pézsa Tibor (HUN) · 3-5 · Eddy Ham (NED) · 1-5 · Anani Mikhaylov (BUL) · 5-2 · Enrique Barza (PER) · 5-0 · Robert Foxcroft (CAN) · 5-0                                       | 3.        | 5. csoport · Viktor Szigyak (URS) · 3-5 · Paul Apostol (USA) · 1-5 · Dan Irimiciuc (ROU) · 5-3 · Roberto Alva (MEX) · 5-2 · Eddy Ham (NED) · 4-5                        | 4.        | 4. csoport · Michele Maffei (ITA) · 4-5 · Paul Wischeidt (FRG) · 5-2 · Pézsa Tibor (HUN) · 5-3 · Janusz Majewski (POL) · 5-2 · Dan Irimiciuc (ROU) · 1-5          | 2.                   | 1. csoport · Vlagyimir Nazlimov (URS) · 0-5 · Marót Péter (HUN) · 1-5 · Michele Maffei (ITA) · 2-5 · Jerzy Pawłowski (POL) · 0-5                                  | 6.                                       | kiesett | kiesett                                  | helyezetlen |
| Gilles Berolatti Jean-Claude Magnan Christian Noël Daniel Revenu Bernard Talvard          | Tőr, csapat       | 2. csoport · Nagy-Britannia (GBR) · 10-6 · Kuba (CUB) · 9-1 | 1.        | |           | Románia (ROU) · 9-6 | Románia (ROU) · 9-6  | Szovjetunió (URS) · 6-9 | Szovjetunió (URS) · 6-9                  | Bronzmérkőzés · Magyarország (HUN) · 9-7 | Bronzmérkőzés · Magyarország (HUN) · 9-7 |             |
| Jean-Pierre Allemand Jacques Brodin François Jeanne Jacques Ladègaillerie Pierre Marchand | Párbajtőr, csapat | 1. csoport · Libanon (LIB) · 12-4 · Nagy-Britannia (GBR) · 10-6 · Norvégia (NOR) · 9-4 | 1.        | erőnyerő | erőnyerő  | Norvégia (NOR) · 8-2 | Norvégia (NOR) · 8-2 | Svájc (SUI) · 5-8 | Svájc (SUI) · 5-8                        | Bronzmérkőzés · Szovjetunió (URS) · 4-9 | Bronzmérkőzés · Szovjetunió (URS) · 4-9  | 4.          |
| Philippe Bena Régis Bonnissent Bernard Dumont Serge Panizza Bernard Vallée                | Kard, csapat      | 2. csoport · Egyesült Államok (USA) · 11-5 · Kuba (CUB) · 9-5 | 1.        | |           | Románia (ROU) · 4-9 | Románia (ROU) · 4-9  | 5–6. helyért · Lengyelország (POL) · 6-9 | 5–6. helyért · Lengyelország (POL) · 6-9 | kiesett | kiesett                                  | 7.          |

Női
| Versenyző                                                                                            | Versenyszám | Selejtező | Selejtező | Negyeddöntő | Negyeddöntő              | Elődöntő | Elődöntő | Döntő | Döntő                            | Helyezés    |
| Versenyző                                                                                            | Versenyszám | Ellenfél Eredmény | Hely.     | Ellenfél Eredmény | Hely.                    | Ellenfél Eredmény | Hely.    | Ellenfél Eredmény | Hely.                            | Helyezés    |
| --- | ----------- | --- | --------- | --- | ------------------------ | --- | -------- | --- | -------------------------------- | ----------- |
| Marie-Chantal Demaille                                                                               | Tőr, egyéni | 1. csoport · Max Madsen (DEN) · 2-4 · Alekszandra Zabelina (URS) · 4-2 · Waltraut Peck-Repa (AUT) · 4-0 · Marlene Infante (CUB) · 3-4 · Harriet King (USA) · 3-4                       | 3.        | 1. csoport · Kerstin Palm (SWE) · 4-0 · Irmela Broniecki (FRG) · 4-0 · Szolnoki Mária (HUN) · 4-1 · Galina Gorohova (URS) · 3-4 · Max Madsen (DEN) · 0-4                   | 1.                       | 1. csoport · Jelena Novikova (URS) · 2-4 · Kerstin Palm (SWE) · 4-3 · Maria Consolata Collino (ITA) · 4-2 · Katarína Lokšová-Ráczová (TCH) · 4-0 · Cathérine Rousselet-Ceretti (FRA) · 2-4 | 3.       | Antonella Ragno-Lonzi (ITA) · 2-4 · Bóbis Ildikó (HUN) · 4-2 · Galina Gorohova (URS) · 4-3 · Kerstin Palm (SWE) · 4-3 · Jelena Novikova (URS) · 0-4 | 4.                               | 4.          |
| Brigitte Gapais-Dumont                                                                               | Tőr, egyéni | 3. csoport · Bóbis Ildikó (HUN) · 4-1 · Claudine le Comte (BEL) · 4-3 · Hannelore Hradez (AUT) · 4-1 · Ana Derșidan-Ene-Pascu (ROU) · 2-4                                              | 2.        | 2. csoport · Antonella Ragno-Lonzi (ITA) · 4-3 · Jelena Novikova (URS) · 4-3 · Brigitte Oertel (FRG) · 4-2 · Rejtő Ildikó (HUN) · 4-2 · Halina Balon (POL) · 2-4           | 2.                       | 2. csoport · Bóbis Ildikó (HUN) · 3-4 · Antonella Ragno-Lonzi (ITA) · 2-4 · Galina Gorohova (URS) · 4-2 · Claudine le Comte (BEL) · 4-1 · Giulia Lorenzoni (ITA) · 2-4                     | 4.       | kiesett | kiesett                          | helyezetlen |
| Cathérine Rousselet-Ceretti                                                                          | Tőr, egyéni | 4. csoport · Katarína Lokšová-Ráczová (TCH) · 4-3 · Marion Exelby (AUS) · 4-3 · Kamilla Składanowska (POL) · 4-1 · Sylvia Iannuzzi-San Martín (ARG) · 4-2 · Szolnoki Mária (HUN) · 3-4 | 1.        | 4. csoport · Claudine le Comte (BEL) · 4-2 · Maria Consolata Collino (ITA) · 4-0 · Ruth White (USA) · 4-1 · Susan Green (GBR) · 4-0 · Elżbieta Franke-Cymerman (POL) · 3-4 | 1.                       | 1. csoport · Jelena Novikova (URS) · 1-4 · Kerstin Palm (SWE) · 0-4 · Marie-Chantal Demaille (FRA) · 4-2 · Maria Consolata Collino (ITA) · 4-3 · Katarína Lokšová-Ráczová (TCH) · 4-0      | 4.       | kiesett | kiesett                          | helyezetlen |
| Marie-Chantal Demaille Brigitte Gapais-Dumont Claudette Herbster-Josland Cathérine Rousselet-Ceretti | Tőr, csapat | 1. csoport · Nagy-Britannia (GBR) · 10-6 · Románia (ROU) · 7-8 | 2.        | Magyarország (HUN) · 7-9 | Magyarország (HUN) · 7-9 | |          | Az 5. helyért · NSZK (FRG) · 7-8 | Az 5. helyért · NSZK (FRG) · 7-8 | 6.          |